# 船橋市立宮本中学校
船橋市立宮本中学校（ふなばししりつ みやもとちゅうがっこう）は、千葉県船橋市東船橋にある公立中学校。2017年12月に創立70周年記念式典を開催した。住宅街を進むとある。

## 沿革
- 1947年 - 小学校第二校舎を仮校舎として開校

## 著名な出身者
- 鈴木修人（サッカー選手、横浜GSFCコブラ所属）
- 若荒雄匡也（元大相撲力士）
- 川口悠子（フィギュアスケート選手）
- 関塚隆（元サッカー選手）
- U-to(Most Lady Killer)（歌手）
- 有光秀行（東北大学教授）
- 湯浅治久（専修大学教授）
- 秋広優人（プロ野球選手、読売ジャイアンツ2020年ドラフト5位指名）